# Галлер, Иоганн Евангелист
Иоганн Евангелист Галлер (нем. Johannes Evangelist Haller; 30 апреля 1825, Сан-Мартино-ин-Пассирия, Австрийская империя — 5 апреля 1900, Зальцбург, Австро-Венгрия) — австро-венгерский кардинал. Титулярный епископ Адраы  с 14 августа 1874 по 20 мая 1890. Вспомогательный епископ Трента с 14 августа 1874 по 20 декабря 1880. Вспомогательный епископ Зальцбурга с 20 декабря 1880 по 20 мая 1890. Архиепископ Зальцбурга с 20 мая 1890 по 5 апреля 1900. Кардинал-священник с 29 ноября 1895, с титулом церкви Сан-Бартоломео-аль-Изола с 25 июня 1896.